# Нуну Алваріш Перейра
Ну́ну А́лваріш Пере́йра (порт. Nuno Álvares Pereira; 24 червня 1360 — 1 квітня 1431) — португальський державний і військовий діяч, кармелітський монах, католицький святий. Генерал, конетабль Португалії (1384—1422). Головний мажордом (1385—1422). Граф Оренський (1384—1422), Аррайолуський і Барселуський (1385—1422). Представник португальського шляхетного роду Перейра. Народився поблизу Крату, Португалія. Бастард госпітальєра Алвару Перейри та Ірії ду Карвалял. Онук бразького архієпископа Гонсалу Перейри. Під час Португальської кризи 1383—1385 року підтримав авіського магістра Жуана І в боротьбі за португальську корону, допоміг йому стати королем. Здобув ряд важливих перемог у боях проти кастильських інтервентів. Стратег й командувач португальців у вирішальній Алжубаротській битві (1385), що поклала край домаганням Кастилії на Португалію. Заклав Кармелітський монастир в Лісабоні (1389). Після смерті дружини став кармелітом, прийняв чернецтво у фундованому ним монастирі (1423). За заслуги в утвердженні Авіської династії шанується нащадками як один із національних героїв. Оспіваний у «Лузіадах». Беатифікований папою Бенедиктом XV (1918), канонізований папою Бенедиктом XVI (2009). День вшанування — 6 листопада. Святий захисник Португалії. Прізвисько — Святий конетабль (порт. Santo Condestável). Також — Ну́но (гал. і ісп. Nuno), Нуну Алваріш, Нуну Перейра, святий Нуну святої Марії (порт. São Nuno de Santa Maria).

## Біографія

### Молоді роки
Нуну Перейра народився 24 червня 1360 року в Сернаше-ду-Бонжардін (або Флор-да-Розі), поблизу Крату в центральній Португалії, в шляхетній родині португальсько-галісійського походження. Він був позашлюбним сином госпітальєра, кратуського пріора Алвару Перерйри, лицаря-госпітальєра та Ірії (Ірини) ду Карвалял. Дідом хлопця по батьковій лінії був бразьких архієпископ Гонсалу Перейра. 1361 року король видав декрет, за яким Нуну визнали закононародженим і він зміг отримати лицарське виховання, типове для шляхтичів його доби.
1373 року в віці 13 років Нуну став пажем королеви Леонори й жив при королівському дворі. Тоді ж він розпочав кар'єру військового, брав участь у прикордонних боях з кастильцями. Походи загартували Нуну, перетворивши його на досвідченого і відважного вояка.
1376 року, у 16-річному віці, Нуну одружився із Леонорою де Алвін, молодою багатою вдовою, донькою Жуана де Алвіна та Бранки Коелю. У шлюбі він мав трьох дітей — двох синів, що померли у дитинстві, та доньку Беатріш, що згодом вийшла заміж за першого браганського герцога Афонсу, сина короля Жуана I. Нащадки доньки Нуну з Браганського дому згодом правили Португалією та Бразилією.

### Війни з Кастилією

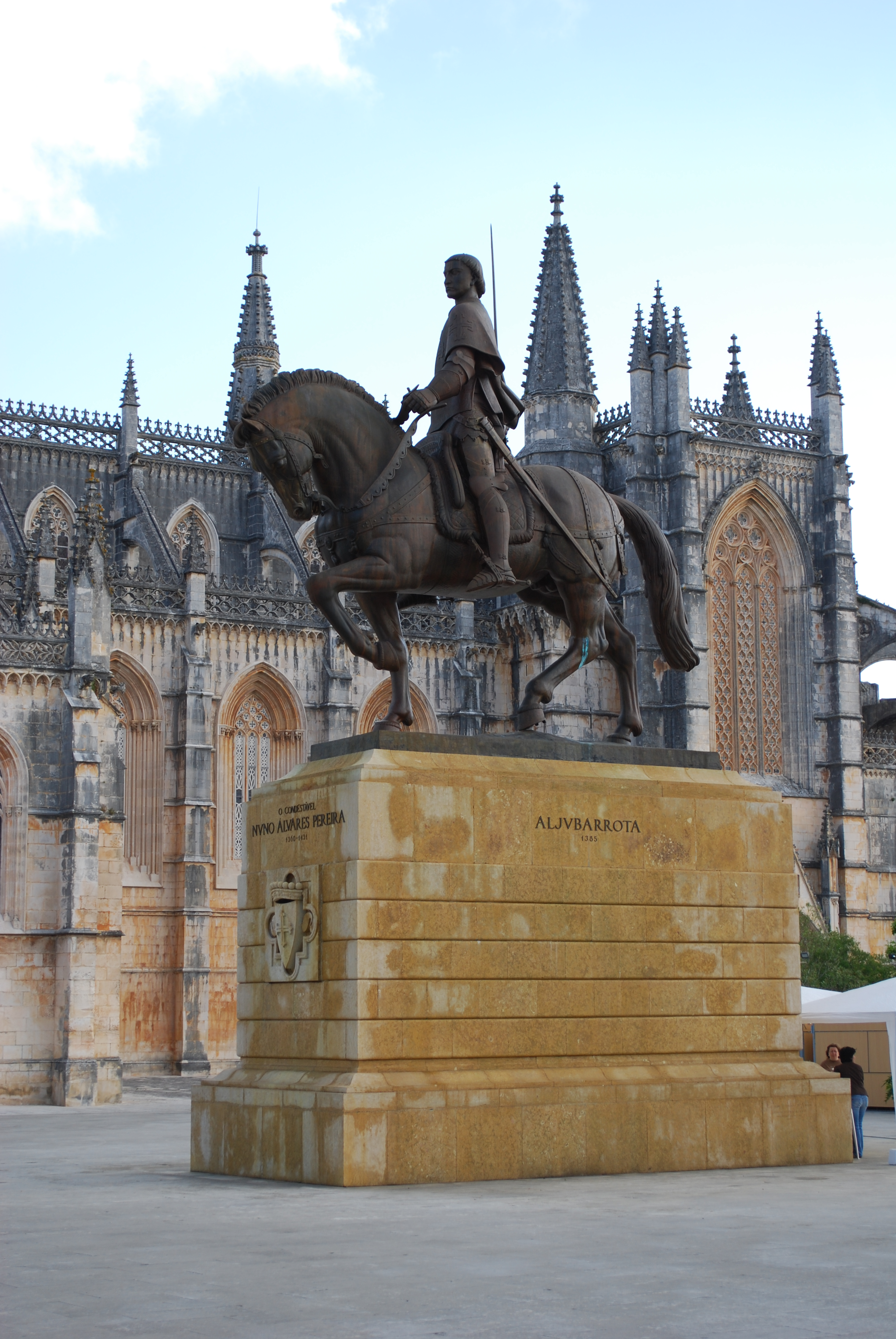
Пам'ятник Нуну перед Батальським монастирем.

1383 року, в зв'язку зі смертю короля Фернанду I, в Португалії спалахнула династична криза. Вона призвела до громадянської війни та інтервенції сусідньої Кастилії, король якої Хуан I був зятем покійного монарха. У цій війні Нуну підтримав самостійницьку партію, що висунула на португальський престол авіського магістра Жуана І, сина попереднього короля Педру I й зведеного брата Фернанду І.
У квітні 1384 року 24-річний Нуну розбив кастильських інтервентів у битві при Атолейруші. Після цього Жуан І призначив його головним командувачем своїх сил — протектором і конетаблем королівства, а також надав титул графа Оренського. Під час облоги Лісабона кастильцями в 1384 році Нуну використовував партизанську тактику, руйнуючи лінії постачання противника. Водночас він налагодив господарство власних землеволодінь й утримував королівські війська власним, а не державним коштом.
У квітні 1385 року Жуан І був визнаний королем Португалії на португальському сеймі. Під час засідання Нуну увірвався у залу зібрань з озброєним загоном і вигнав прокастильску опозицію, завдяки чому ухвала про обрання була прийнята одноголосно. Це спричинило нову інтервенцію кастильців під проводом Хуана І, який претендував на португальський престол за правом дружини.
14 серпня 1385 року португальські сили Жуана І та кастильське військо Хуана І зійшлися в битві при Алжубарроті. Нуну привів із собою 6500 вояків-добровольців з числа дрібної шляхти та міщан. Будучи палким шанувальником святої Діви Марії, він мав на своєму прапорі хрест з її зображенням, а також меч, на якому було вирізьблено ім'я Богородиці. У битві португальці розбили переважаюче числом і вмінням кастильське військо, що було сприйняте сучасниками як чудо. Нуно вірив, що перемогу здобули завдяки заступництву Діви Марії, на честь якої згодом фундував численні каплиці, церкви та монастир.
Після 1385 року Жуан І нагородив Нуну за військові заслуги титулами графа Аррайолуського і Барселуського, а також призначив головний мажордомом королівства.
Незважаючи на фактичне закінчення кризи, Нуну продовжував вести війну з кастильцями на кордоні. Зокрема, 1386 року він здійснив рейд на Мериду й розбив кастильські сили у битві при Вальверде. Сутички тривали до 1390 року, до смерті кастильського короля Хуана І. Із закінченням війни Нуну щедро нагородив своїх ветеранів власним майном.

### Чернече життя
Після смерті своєї дружини в 1387 році Нуну вирішив не одружуватися вдруге і прийняв обітницю целібату. 1422 року, покинувши владу і славу, він став членом Ордену кармелітів у Лісабонському кармелітському монастирі, який сам заснував 1389 року. Прийнявши ім'я ченця Нуну святої Марії, колишній генерал прожив у кармелітській обителі смиренним монахом до своєї смерті. Його пам'ятали як покірного і побожного чоловіка, що постійно практикував покаяння й молитву до Діви Марії. Наприкінці життя він страждав на артрит.
Нуну помер 1 квітня 1431 року на Пасху. Його поховали у кармелітській монастирській церкві Діви Марії. Король Жуан І особливо горював за втратою, оскільки вважав Нуну особистим другом, який врятував незалежність країни та допоміг йому зійти на трон. На гробниці генерала, знищеній під час Лісабонського землетрусу 1755 року, була епітафія:
«Тут лежить є видатний Нуну, конетабль, засновник Браганського дому, чудовий генерал, благословенний монах, який протягом свого земного життя так палко прагнув Царства Небесного, що після своєї смерті, заслужив бути у вічному товаристві святих. Його світські нагороди були незчисленними, але він відвернувся від них. Він був великим князем, але став покірним ченцем. Він заснував, збудував і жертвував на цю церкву, в якій спочиває його тіло».
Кенотаф Нуну розміщений у Національному Пантеоні Португалії.

### Канонізація

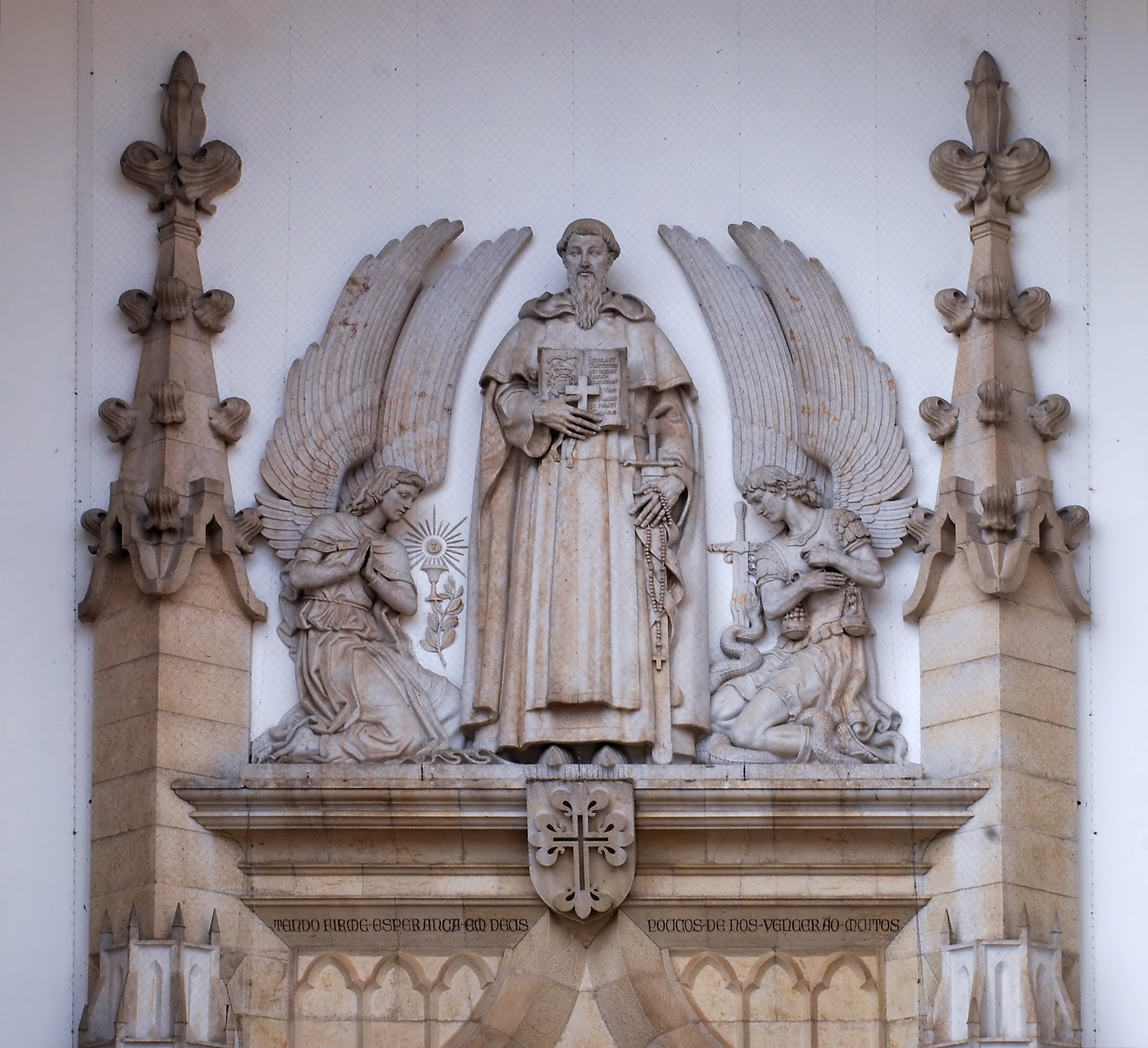
Статуя Нуну в Церкві святого конетабля.

У ХІХ столітті португальські монархи інціювали процес канонізації Нуну, що був підтриманий Орденом кармелітів у 1894 році. 23 грудня 1918 року римський папа Бенедикт XV беатифікував Нуну декретом «Clementissimus Deus». Відтоді днем вшанування блаженного в кармелітській спільноті стало 1 квітня, день смерті генерала. 1940 року папа Пій XII збирався канонізувати Нуну і проголосити святим, але цього не зробили з дипломатичних міркувань, через зауваження португальських дипломатів про невчасність рішення. 1951 року на честь Нуну була збудована Лісабонська церква святого конетабля.
3 липня 2008 року в Римі папа Бенедикт XVI офіційно визнав побожність, чесноти, самозречення та чудесні діяння генерала-монаха. Офіційна церемонія канонізації відбулася 26 квітня 2009 року на Площі святого Петра у Ватикані. Відтоді днем вшанування Нуну є 6 листопада, який у Португалії відзначається постом.

## Сім'я
- Батько: Алвару Гонсалвіш Перейра (1300—1375(1379)) — госпітальєр, кратуський пріор.
- Матір: Ірія Гонсалвіш ду Карвалял
- Дружина (з 1376): Леонора Піріш де Алвін (1356—1387) — португальська шляхтянка.
- Діти:
  - NN (?—?), помер у дитинстві.
  - NN (?—?), помер у дитинстві.
  - Беатриса (1380—1412) ∞ Афонсу (1377—1461), герцог Браганський (1442—1461)